# Zenarchopteridae
Zenarchopteridae – rodzina żyworodnych ryb belonokształtnych (Beloniformes), wcześniej klasyfikowana jako podrodzina Zenarchopterinae w rodzinie półdziobcowatych (Hemiramphidae).

## Występowanie
Ryby z tej rodziny występują w wodach słodkich i słonawych (estuaria) w regionie Oceanu Indyjskiego i zachodniego Pacyfiku.

## Cechy charakterystyczne
Samce Zenarchopteridae mają zmodyfikowaną płetwę odbytową (andropodium), podobnie jak gonopodium karpieńcokształtnych pełniące funkcję narządu kopulacyjnego przy zapłodnieniu wewnętrznym. Z wyjątkiem zaliczonego do tej rodziny Tondanichthys kottelati wszystkie gatunki są żyworodne. W odróżnieniu od roślinożernych Hemiramphidae, do których były wcześniej zaliczane Zenarchopteridae prowadzą drapieżniczy tryb życia. Różni je również budowa szczęk oraz struktura spermy.

## Rodzaje
- Dermogenys
- Hemirhamphodon
- Nomorhamphus
- Tondanichthys
- Zenarchopterus